# 2-я Ленинградская улица (Казань)
2-я Ленингра́дская улица (тат. 2-нче Ленинград урамы), до 1961 года — 2-я Сталинградская улица (тат. 2-нче Сталинград урамы) — улица в микрорайоне Караваево Авиастроительного района Казани.
Проходит с юга на север от улицы Побежимова до улицы Максимова, параллельно-между улицами Ленинградской (она западнее) и Лукина (она восточнее).

## История
Ранее улица носила название «2-я Сталинградская».
Начиная с 1930-х годов, в районе нынешних 2-й Ленинградской ул. — ул. Максимова — ул. Лукина — ул. Побежимова формировался жилой комплекс «Юнгородок».
При строительстве домов в «Юнгородке» были использованы упрощённые «разорванные» фронтоны и волюты в сочетании с упрощённой архитектурой 2—3-этажных двухсекционных жилых домов.
В настоящее время часть старых домов, находящихся на его территории, снесена, а большинство сохранившихся находится в аварийном состоянии.

## Современное состояние
Общая протяжённость улицы составляет 338 метров.
Большую часть левой стороны улицы занимает территория МБОУ «Лицей № 26» Авиастроительного района Казани, расположенная между проезжей частью Ленинградской улицы и проезжей частью 2-й Ленинградской улицы. Перед лицеем установлен бюст Героя Советского Союза, Лауреата Ленинской премии Мусы Джалиля (1906—1944).
Правую сторону занимают, главным образом, жилые дома.
На 2-й Ленинградской ул. находятся дома с номерами: 4, 4 а, 6, 8, 10, 12, 14.

## Спортивные организации
По адресу: 2-я Ленинградская ул., дом 6, находится Футбольный клуб «Рубин-2».

## Фотографии

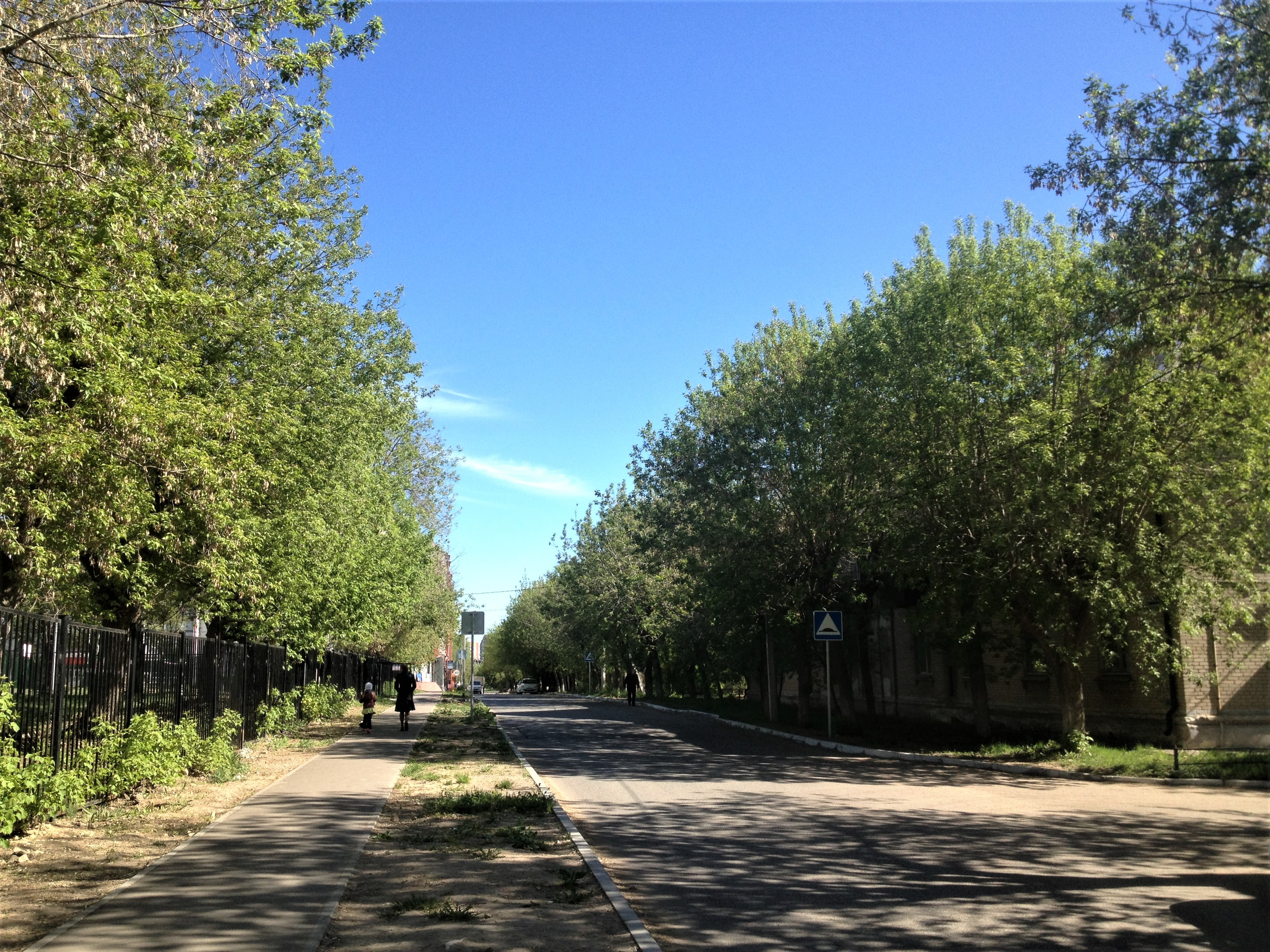
2-я Ленинградская улица (проезжая часть)
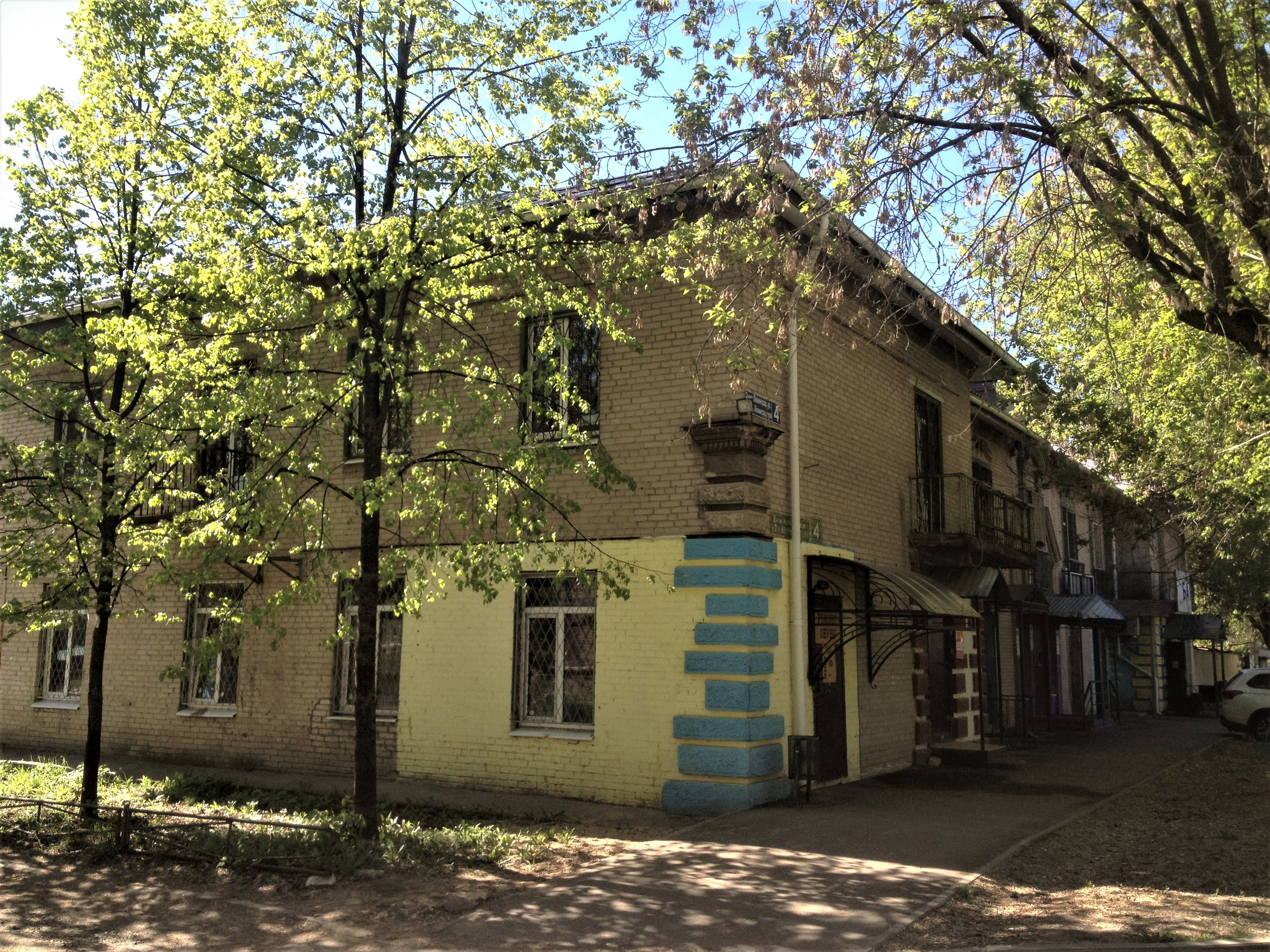
2-я Ленинградская ул., д. 4
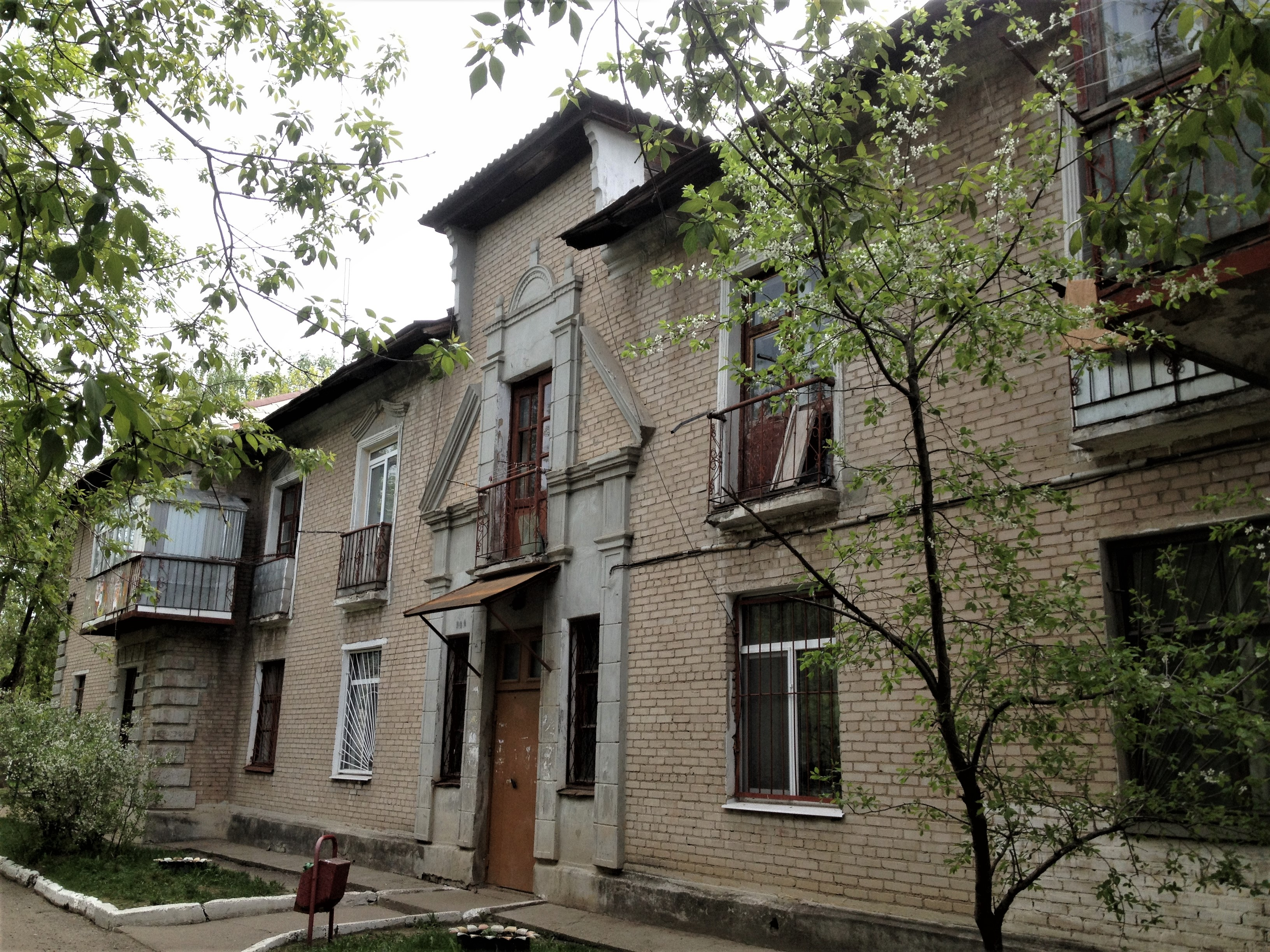
2-я Ленинградская ул., д. 8
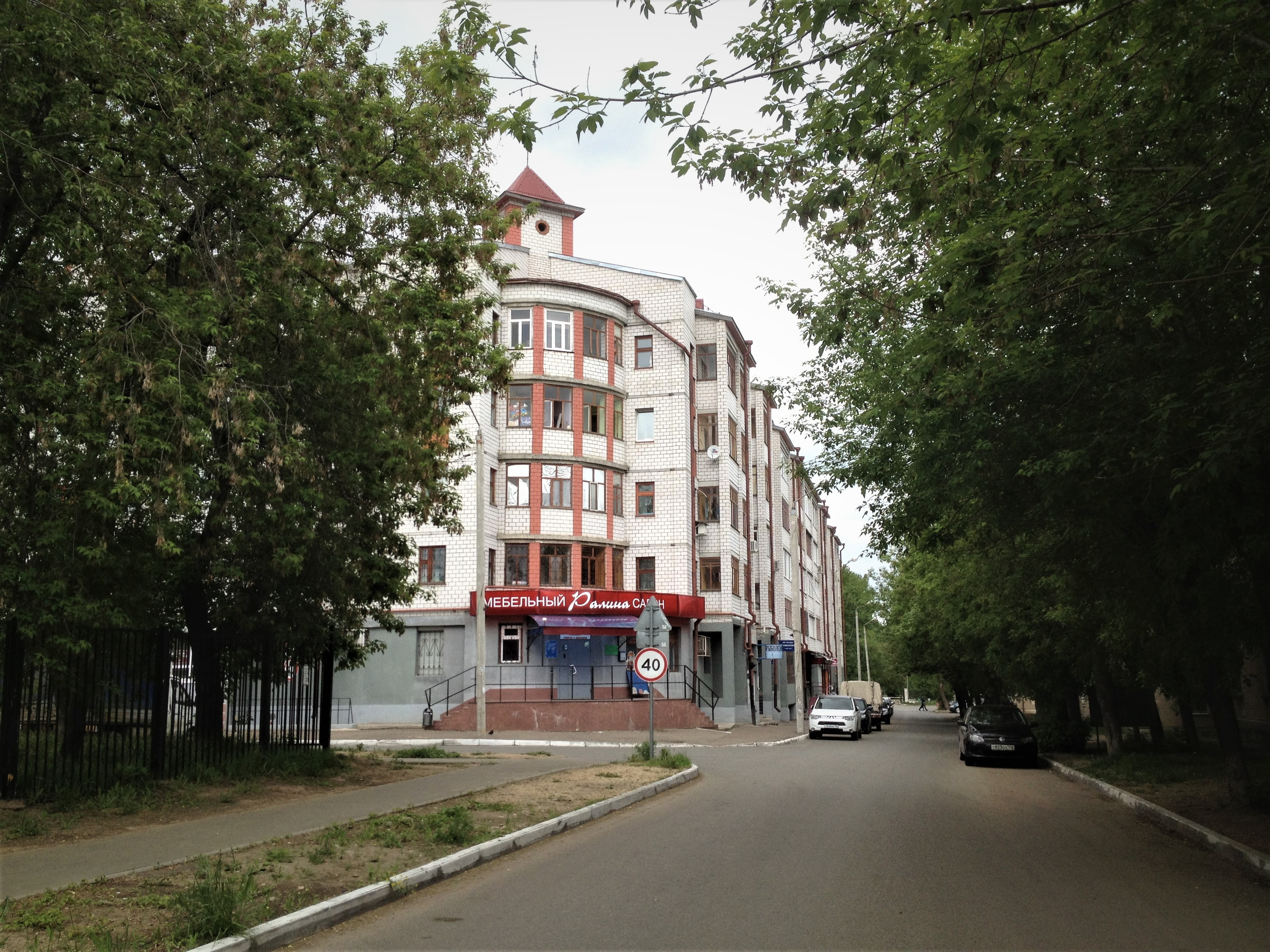
2-я Ленинградская ул. у пересечения с ул. Максимова